# Закаріас Муссауї
Закаріас Муссауї (нар. 30 травня 1968) — ісламський терорист, громадянин Франції. Член Аль-Каїди, один з учасників підготовки терористичної атаки 11 вересня 2001 року у США.

## Біографія
Народився у сім'ї марокканського походження. Навчався в Лондоні бізнесу, мав ступінь магістра (1995), з 1996 року потрапив у поле зору французької поліції через зв'язки з ісламськими екстремістами у Великій Британії. Потім проходив навчання у тренувальних таборах в Афганістані (1998—1999) та Малайзії. З лютого по травень 2001 року Муссауї навчався у льотній школі міста Норман (штат Оклахома, США). У серпні 2001 року, за чотири тижні до подій 11 вересня, заарештований за звинуваченням у порушенні імміграційного законодавства США; у цей час Муссауї вчився пілотувати великогабаритні пасажирські літаки в льотній школі в штаті Міннесота. Через арешт Муссауї одна з чотирьох бригад терористів «Аль-Каїди» виявилася недоукомплектованою — рейс 93 United Airlines, який у результаті не досяг мети атаки через опір пасажирів, захопили чотири особи замість п'яти.
У грудні 2001 року Муссауї висунули звинувачення у зв'язку з терактами 11 вересня. У січні 2002 року Муссауї заявив про свою невинність. У березні звинувачення повідомило суд, що добиватиметься страти. У червні суд дозволив Муссауї представляти себе в суді. У липні 2002 року Муссауї визнав себе винним, але за тиждень відмовився від свого визнання. У лютому 2003 року суддя відклав продовження процесу на невизначений термін. У квітні 2005 року Муссауї знову визнав себе винним. Адвокати Муссауї намагалися пом'якшити вирок Муссауї, заявивши, що той хворий на шизофренію, але сам обвинувачений спростував це.
3 травня 2006 року суд присяжних виніс вердикт — шість довічних термінів ув'язнення без права на дострокове звільнення. При цьому Муссауї зміг уникнути смертної кари лише завдяки тому, що за всіма трьома звинуваченнями, за якими йому загрожував електричний стілець, один або два присяжні голосували проти (для винесення смертного вироку вимагалося одноголосне рішення всіх присяжних). Покарання Муссауї відбуває у федеральній в'язниці надсуворого режиму Флоренс у місті Флоренс, штат Колорадо.